# Evangeliemandens Liv
Evangeliemandens Liv er en dansk stumfilm fra 1915 med instruktion og manuskript af Holger-Madsen.

## Handling
Lægprædikanten John Redmond virker dragende på de fleste i det lille bysamfund, han prædiker i. Den unge, forhærdede Billy og hans bande har dog kun hån og spot til overs for Redmonds ord. Da hans kæreste Nelly bekender sin modstand over for banden og lader sig forsvare af Redmond, kommer Billy pludselig i tvivl om sin levevis. Kan Redmond, der selv har en dyster fortid, hjælpe ham til at blive en bedre mand?

## Medvirkende
- Valdemar Psilander - John Redmond, Evangeliemanden
- Frederik Jacobsen - Bankdirektør Redmond, Johns far
- Augusta Blad - Mrs. Redmond, Johns mor
- Alma Hinding - Nelly Gray, syerske
- Birger von Cotta-Schønberg - Billy Sanders
- Else Frölich - En letlevende dame
- Svend Kornbeck - Charley med jernnæven
- Carl Schenstrøm
- Philip Bech - Dommer
- Robert Schyberg
- Axel Boesen - Fange/festdeltager
- Oscar Nielsen
- Johannes Ring - Præst
- Ingeborg Olsen
- Peter Jørgensen
- Maggi Zinn